# プリスカ・アウィティ・アルカラス
プリスカ・グアダルーペ・アウィティ・アルカラス（Prisca Guadalupe Awiti Alcaraz 1996年2月20日- ）はメキシコの柔道選手。イギリス出身。階級は63kg級。

## 経歴
それまでイギリス代表だったが、2018年からメキシコ代表として国際大会に出場するようになった。2023年のグランドスラム・タシケントで2位になったが、世界選手権では5位だった。2024年のパリオリンピックでは伏兵ながら決勝まで進み、スロベニアの
アンドレヤ・レシキと対戦すると、技ありを先取しながら合技で逆転負けを喫したが、メキシコの柔道選手として初めてのメダルとなる銀メダルを獲得した。
IJF世界ランキングは3230ポイント獲得で18位(24/7/22現在)。

## 主な戦績
- 2021年 - パンナム選手権 2位
- 2023年 - グランドスラム・タシケント　2位
- 2023年 - 世界選手権　5位
- 2023年 - グランプリ・リンツ　3位
- 2023年 - グランプリ・ザグレブ　3位
- 2023年 - パンアメリカン競技大会　3位
- 2024年 - パリオリンピック　2位

(出典、JudoInside.com)